# Kolarstwo klasyczne
Kolarstwo klasyczne – to zbiór dyscyplin zatwierdzonych przez UCI. W skład kolarstwa klasycznego wchodzą:
- Kolarstwo szosowe - uprawiane na drogach publicznych;
- Kolarstwo torowe - uprawiane na specjalnych owalnych torach;
- Kolarstwo przełajowe - jazda po leśnych bezdrożach;
- Kolarstwo górskie - do którego zalicza się:
  - Kolarstwo zjazdowe - polega wyłącznie na zjazdach z gór, bez podjazdów,
  - Kolarstwo Cross-Country - mieszanka kolarstwa zjazdowego z przełajowym;
- Kolarstwo BMX - uprawiane na torach Moto-Cross;
- Cyklotrial - w skład którego wchodzą:
  - Trial rowerowy - wykonywany w nieprzystępnym terenie, oprócz jazdy po podłożu wykonywane są skoki,
  - Tube jumping - „skakanie na rowerze w rurze”, podobne do wykonywanego na rolkach, deskach,
  - Dirt jumping - skoki ze specjalnego ziemnego nasypu z wykonywaniem ewolucji;
- Kolarstwo artystyczne - rowerowy „taniec”, wykonywanie różnych figur;
- Piłka rowerowa.

Każdej z dyscyplin jest przypisany rodzaj sprzętu, na którym powinny być one wykonywane. Owe regulacje dotyczą m.in. rozmiaru kół, dopuszczalnych przełożeń czy kształtu ramy.